# Projet de loi Savary
Pour les articles homonymes, voir Loi Savary (homonymie).
Le projet de loi Savary est un projet de loi française visant à la création d'un grand service public de l'éducation et préparé par Alain Savary, alors ministre de l'Éducation nationale.
Perçu par ses détracteurs comme une tentative de nationalisation de l'école privée, voire une menace pour l'existence de l'enseignement catholique, ce projet rencontre une importante opposition, rassemblée essentiellement dans le mouvement de l'École libre, avant d'être retiré par le président François Mitterrand en 1984.

## Origines
La création d'un « grand service public unifié et laïque de l'éducation nationale », dit « grand SPULEN », faisait partie des 110 propositions pour la France de François Mitterrand, candidat à l'élection présidentielle française de 1981, qu'il remporte.
L'objectif était de rapprocher les établissements publics et privés d'enseignement. Comme la question paraissait délicate, elle n'a pas fait partie des premières mesures engagées et Alain Savary commence à recevoir les représentants de l'enseignement privé au 1er semestre 1982. Une partie de la gauche et des organisations laïques, ne voyant pas l'aboutissement de la promesse, se font entendre, notamment lors du rassemblement du Bourget le 9 mai 1982, à l'occasion de la commémoration des lois Jules Ferry du 28 mars 1882 sur l'école laïque et obligatoire,.

## Élaboration
Le projet est finalement évoqué au conseil des ministres du 4 août 1982, mais sans mentionner le « grand SPULEN », ce qui laisse voir des doutes sur les réelles intentions du gouvernement.
La première version du projet est annoncée en décembre 1982. Son idée importante est la constitution d'« établissements d'intérêt public » (EIP) qui associeraient les écoles publiques, les écoles privées et les collectivités territoriales. Ce système permettait de préserver l'autonomie des différents acteurs, notamment avec la reconnaissance pour toutes les écoles d'un « projet d'établissement ». Mis à part les associations de parents pour l'évolution de l'enseignement catholique, les associations d'enseignement catholique restaient cependant méfiantes, car des propositions étaient faites pour intégrer les maîtres du privé dans la fonction publique, ce qui aurait mis en cause leur autonomie. Les élections municipales de 1983 suspendent un temps les négociations.
Cependant, les partisans de la laïcité considèrent que le projet ne va pas assez dans le sens d'un service public laïc de l'éducation. Pour les apaiser, en septembre 1983, le Premier ministre annonce la titularisation de 15 000 maîtres du privé, ce qui scandalise les associations catholiques. Le 19 octobre 1983, Alain Savary soumet un nouveau projet qui conserve l'idée des EIP, mais n'y inclut plus que les écoles privées, rompant le parallélisme qu'il avait tenté d'instaurer. Mais ce nouveau projet ne suscite l'adhésion ni des partisans de l'école privée, ni de ceux qui souhaitent réduire son influence.

## Devant le Parlement
Début 1984, les associations des parents d'élèves de l'enseignement libre (Apel) se font entendre de plus en plus vivement au cours de différentes manifestations, cependant que les négociations se poursuivent, notamment avec Pierre Daniel. Le projet de loi est finalement adopté le 20 janvier 1984, mais il est très complexe et difficile à présenter à l'opinion publique. Lors de l'examen du projet, le Parti socialiste fait preuve de peu d'enthousiasme. Le 22 mai 1984, le député André Laignel propose deux amendements importants : le premier vise à interdire la création d'une école maternelle privée sauf s'il y a déjà une école maternelle publique dans la commune, afin d'éviter que ne se créent des communes où le seul enseignement proposé serait privé ; le second soumet le maintien des contrats entre l'État et chaque établissement privé d'enseignement à la condition que la moitié au moins des maîtres du privé soient intégrés dans la fonction publique à l'issue d'un délai de sept à neuf ans.

## Réaction du « Mouvement de l'École libre»
Les associations des parents d'élèves de l'enseignement libre (Apel) réagissent très vivement et organisent une grande manifestation à Paris le 24 juin 1984 qui rassemble deux millions de personnes selon les organisateurs, et 850 000 selon la police,. Des évêques, dont Jean-Marie Lustiger, Jean Vilnet, président de la Conférence des évêques de France, et Jean Honoré, apportent ostensiblement leur soutien aux manifestants. Simone Veil, Valéry Giscard d'Estaing, Jacques Chaban-Delmas, mais aussi Jacques Chirac à la tête de la majorité du Conseil de Paris, défilent dans la rue, donnant à la manifestation un caractère politique. Jacques Chaban-Delmas évoque « une société totalitaire dont les manifestants ne veulent pas ».

## Retrait du projet
Tandis que les négociations se poursuivent, François Mitterrand, invité de TF1 le 14 juillet 1984, tout en rendant hommage à Alain Savary et en trouvant « bonne » sa « loi », annonce qu'il en demande le retrait. Pierre Mauroy et Alain Savary apprennent l'information par la télévision. Le 17 juillet, Alain Savary présente sa démission, suivi de Pierre Mauroy quelques heures plus tard. Le soir même, Laurent Fabius est nommé Premier ministre[réf. nécessaire].